# Малий сідничний м'яз
Малий сідничний м'яз (лат. musculus gluteus minimus) — м'яз зовнішньої групи м'язів таза, найменший із трьох сідничних м'язів. Малий сідничний м'яз розташований під середнім сідничним м'язом.

## Початок і прикріплення
Малий сідничний м'яз починається на зовнішній поверхні крила клубової кістки під середнім сідничним м'язом, а прикріплюється до великого вертлюга стегнової кістки.

## Функція
Аналогічні функції середнього сідничного м'яза. Малий сідничний м'яз відводить ногу в кульшовому суглобі. При опорі тіла на нозі, м'яз нахиляє таз у свою сторону.

## Інервація
Верхній сідничний нерв L4-S1.

## Патологія
Параліч цього або середнього сідничного м'яза, що виникнув через параліч верхнього сідничного нерва, може привести до утрудненого відведення ноги.